# Anomocora carinata
Espèce
Statut CITES
Anomocora carinata est une espèce de coraux appartenant à la famille des Caryophylliidae.